# Papírový model

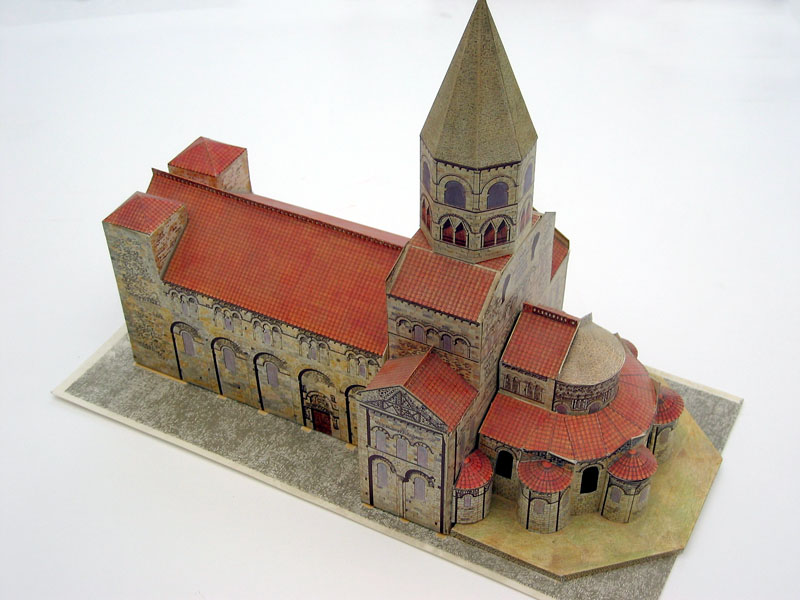
Papírový model Notre-Dame-du-Port firmy Tomis (1970)

Papírové modely, někdy také nazývány (papírové) vystřihovánky, jsou modely skutečných objektů, obvykle z tvrdého papíru.

## Historie
První papírové modely se začaly vyskytovat v různých časopisech již na počátku 20. století. Obrovské oblíbenosti se jim dostalo za druhé světové války, kdy byl papír jednou z mála surovin, jejíž spotřeba nebyla tak přísně kontrolována. Avšak později, kdy se zlevnily plasty, zájem o papírové modely opět poklesl. V dnešní době pomáhá světovému rozšíření modelů internet, kde je možno zdarma či za menší poplatek stáhnout papírový model, který si pak každý může doma vytisknout. Další výhodou je snadná úprava měřítka, pokud je např. k dispozici stejný model od dvou autorů, každý ale v jiném měřítku. To se dá pomocí počítače snadno změnit. Při změně měřítka je třeba dbát i na změnu tloušťky papíru (malý model lze slepit i z kancelářského papíru, větší nikoli). V Čechách patří mezi nejznámější autory papírových modelů Richard Vyškovský, jehož modely vycházejí od roku 1969 v časopisu ABC.

## Zdroje
Modely se dají běžně sehnat levně, např. v papírnictví, v knihkupectví či přes internet. Zdatní modeláři si mohou navrhnout i svůj vlastní model, buď klasicky nakreslit na papír, nebo, čím dál častěji, na počítači pomocí vektorového kreslícího programu. Existuje i software pro přeměnu trojrozměrného (3D) počítačového modelu na tisknutelný dvourozměrný, který lze přímo vystřihnout a sestavit. Díky tomu prakticky neexistují hranice oblasti předloh modelů. Automobily, letadla, kosmické lodě (skutečné i vymyšlené), budovy, zvířata a další.

## Sestavení

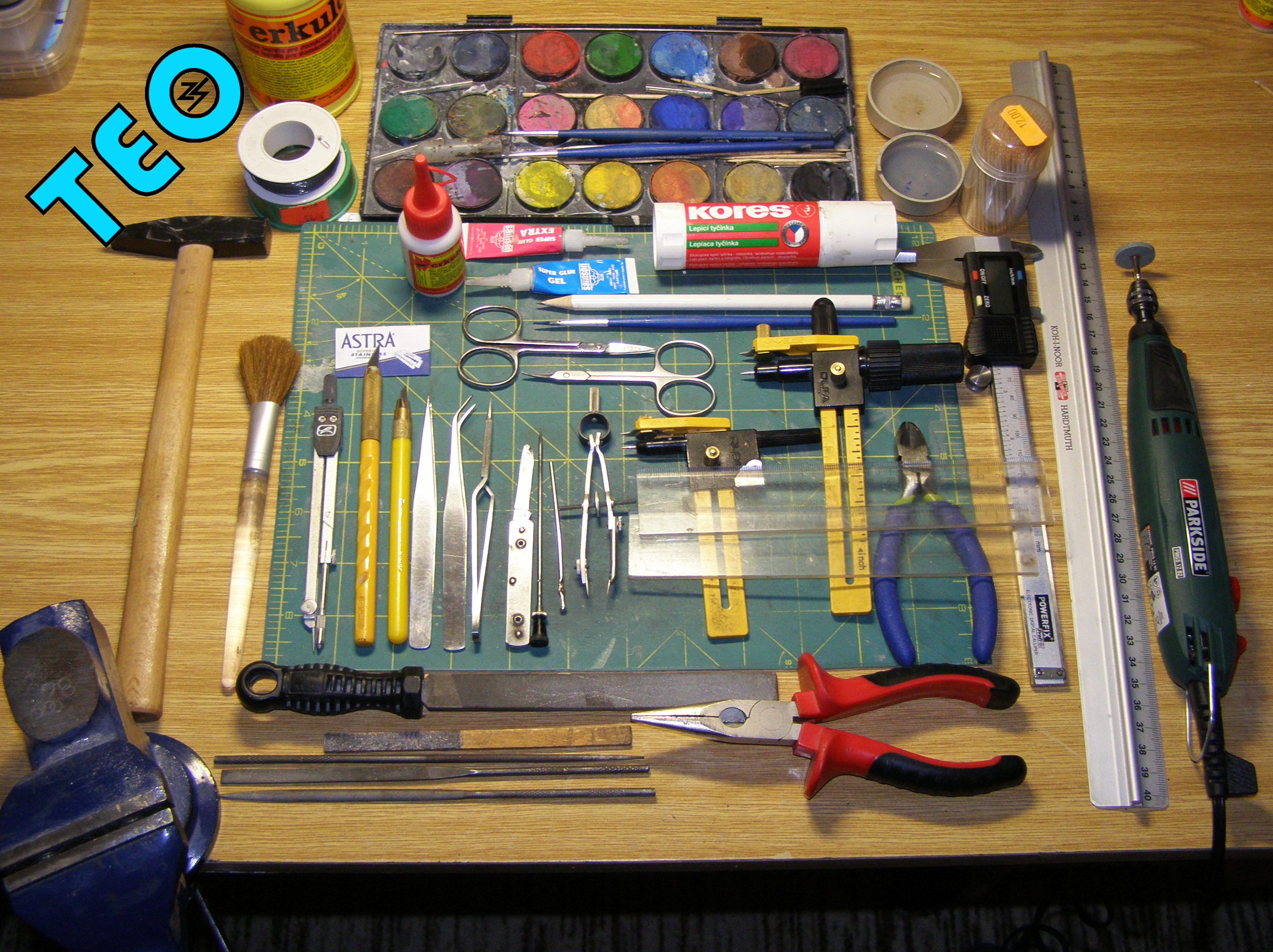
Náhled na modelářem nejčastěji používané náčíní

U modelu, který hodláme slepit, si nejdříve pořádně prostudujeme návodnou kresbu i text popisující kroky sestavování. Pro snazší tvarování dílů si ohybové hrany narýhujeme, či nařežeme – rovné čáry pode pravítka, křivky pak už od ruky. Následuje postupné vystřihávání, nebo vyřezávání potřebných dílů, jejich tvarování a slepení do daných celků. Zkušenější modeláři doporučují vyřezávat jednotlivé díly na řezací podložce. Pomůcky a náčiní používané při lepení papírových modelů, si lze prohlédnout na zde přiložené fotce, kde je i disperzní lepidlo (např. Herkules), nůžky, pinzety, pravítka, kleště, vodové barvy, štětce, pilníčky a různé další pomůcky.
Pro vylepšení výsledného vzhledu modelu, je možno všechny bíle svítící hrany i ty ohybové, přetřít namíchaným odstínem vodových či Temperových barev (temperou) stejné barvy, jako okolí přetírané hrany. Pro zpevnění a zakonzervování, je možno celý model přelakovat bezbarvým lesklým nebo i matným lakem.
Zkušení modeláři dokáží vytvořit naprosto dokonalé a věrné kopie skutečných vzorů.